# Cyprolais selene
Cyprolais selene är en skalbaggsart som beskrevs av Hermann Julius Kolbe 1899. Cyprolais selene ingår i släktet Cyprolais och familjen Cetoniidae. Inga underarter finns listade i Catalogue of Life.